# Smithornis capensis
Smithornis capensis е вид птица от семейство Eurylaimidae.

## Разпространение
Видът е разпространен в Ангола, Ботсвана, Габон, Гана, Замбия, Зимбабве, Камерун, Демократична република Конго, Република Конго, Кот д'Ивоар, Кения, Либерия, Малави, Мозамбик, Намибия, Нигерия, Руанда, Сиера Леоне, Свазиленд, Танзания, Уганда, Централноафриканската република и Южна Африка.